# Gabriella di Vergy (Mercadante)
Gabriella di Vergy è un'opera in due atti di Saverio Mercadante, su libretto di Antonio Profumo. La prima rappresentazione ebbe luogo al Teatro São Carlos di Lisbona l'8 agosto 1828. L'opera piacque.
Gli interpreti della prima rappresentazione furono:
| Personaggio     | Interprete                  |
| --------------- | --------------------------- |
| Filippo Augusto | Gaspare Martinelli          |
| Fayel           | Giovanni Orazio Cartagenova |
| Gabriella       | Joséphine de Méric          |
| Raoul           | Antonio Piacenti            |
| Almeide         | Teresa Zappucci             |
| Armando         | Luigi Rigola                |

L'opera è basata sul libretto di Andrea Leone Tottola per l'omonima opera di Michele Carafa, rappresentata a Napoli nel 1816.

## Trama
L'azione si svolge nel castello di Fayel in Borgogna.
Gabriella era fidanzata di Raoul, che la dovette abbandonare per combattere nelle Crociate. Un rivale di Raoul, Fayel conte di Vermand, sparge la voce che Raoul sia morto, e riesce a farsi sposare da Gabriella. Ma Raoul è vivo, e al suo ritorno si precipita a rivedere Gabriella. L'opera ruota intorno alla rivalità tra Fayel e Raoul, e si conclude con la morte di quest'ultimo, le cui spoglie mortali vengono crudelmente mostrate a Gabriella.

## Struttura musicale
- Sinfonia

### Atto I
- N. 1 - Introduzione e Cavatina di Fayel Alfin ritorni a nascere - Miei pensieri, in tal cimento (Coro, Fayel, Almeide)
- N. 2 - Cavatina di Raoul Sventurato! ah! la mia sorte
- N. 3 - Coro e Cavatina di Gabriella Desiato è invan fra noi - O care gioje! o palpiti
- N. 4 - Duetto fra Gabriella e Raoul Oh giorno felice!
- N. 5 - Finale I Voi che al fianco d'Eroe così grande - Cedi, e vanne; è scritto in Cielo (Coro, Gabriella, Raoul, Fayel, Filippo, Almeide, Armando)

### Atto II
- N. 6 - Duetto fra Fayel e Raoul Traditor! paventa! al campo
- N. 7 - Coro ed Aria di Fayel Ah! cadde il perfido - Tra i singulti l'infida spirante
- N. 8 - Aria Finale di Gabriella Perché non chiusi al dì (Gabriella, Fayel, Coro)